# Wrząca (województwo pomorskie)
Wrząca (kaszb. Wrãca, niem. Franzen) – wieś w Polsce, położona w województwie pomorskim, w powiecie słupskim, w gminie Kobylnica.
| SIMC    | Nazwa    | Rodzaj    |
| ------- | -------- | --------- |
| 1014910 | Wrząckie | część wsi |

W miejscowości znajduje się przystanek kolejowy Wrząca Pomorska. Wieś sołecka liczącą 455 mieszkańców (30 czerwca 2009) usytuowana w odległości około 9 km w kierunku południowo-zachodnim od Słupska. Sołectwo zostało założone w 1945 roku i swoim obszarem obejmuje wieś Wrząca, która jest siedzibą organów sołectwa. Na terenie wsi działa Wiejski Dom Kultury, filia Biblioteki Publicznej Gminy Kobylnica oraz Ochotnicza Straż Pożarna, której prężnie działająca jednostka włączona jest do Krajowego Systemu Ratowniczo-Gaśniczego. We wsi dwa sklepy spożywczo-przemysłowe oraz rolnicze gospodarstwo wielkotowarowe. Atrakcją turystyczną jest szereg szachulcowych chałup z połowy XIX w, zespół folwarczny i młyn. W czerwcu 2009 r. wieś obchodziła 600 lecie lokalizacji.

## Nazwa
Nazwa miejscowości jest etymologiczną hybrydą słowiańsko-niemiecką i ma charakter dzierżawczy. Powstała przez dodanie do zeslawizowanej formy niemieckiego imienia Franz „Franciszek” (*Vrąc) formantu -a. Niemiecka nazwa Franzen jest adaptacją fonetyczno-morfologiczną nazwy słowiańskiej. Polska nazwa Wrząca w miejsce oczekiwanej *Wrąca jest efektem błędnej resubstytucji nazwy niemieckiej z adideacją do imiesłowu wrzący.
Rada Języka Kaszubskiego proponuje opartą na polskiej kaszubską formę nazwy Wrzãcô.

## Historia
Pierwsze wzmianki o miejscowości pochodzą z początku XV w. Dawniej znajdowały się tu dwa dobra rycerskie. Do XVII w. Wrząca była miejscowością lenną. W XVI w. właścicielem Wrzącej był von Below, w XVII w. należała do von Puttkamera i von Krockowa, w 1705 r. majątek posiadał Jürgen Dawid von Kamecke, w 1742 r. nabyła go rodzina von Schiebelstein, w 1773 r. w posiadanie całego majątku wszedł Heinrich Joachim Reinhold von Krockow, od 1811 r. właścicielem był Christian Eggert Neuman, a folwark był dzierżawiony. W 1861 r. dobra kupił Heinrich Freichel. W tym czasie w okręgu dworskim było 703 ha ziemi, a na jego terenie zamieszkiwało 245 osób. Na przełomie trzeciego i czwartego ćwierćwiecza XIX w. dobra Wrząca i Zbyszewo (po niemiecku Reinscholdsfelde) zakupił Heinrich von Puttkamer, majątek w tym czasie obejmował łącznie około 3000 mórg. W 1885 r. zamieszkiwało tu 260 osób. W 1892 r. jako właściciel dawnych dóbr rycerskich figuruje Otto von Puttkamer. Do folwarku należał wówczas obszar 379 ha, w tym 292 ha stanowiły pola i sady, 32 ha łąki, a 55 ha pastwiska. Stan inwentarza to: 22 konie, 65 sztuk bydła i 500 owiec.
Na przełomie XIX i XX w. uruchomiono we Wrzącej gorzelnię, zaś w 1905 r. cały majątek odziedziczył Otto von Puttkamer (imiennik ojca), który wcześniej przez 30 lat dzierżawił Zagórki. Do majątku, którego właścicielem pozostał do 1945 r. należały folwarki Wrząca i Zbyszewo, żyło w nim 290 mieszkańców. W 1914 r. do folwarku należał obszar 391 ha. Składał się on z 332 ha pół i sadów, 45 ha łąk, 12 ha pastwisk, 2 ha lasów. Inwentarz żywy liczył 27 koni, 100 sztuk bydła, 150 sztuk owiec i 30 sztuk trzody chlewnej.
Po II wojnie światowej w obiektach zespołu dworsko-parkowo-folwarcznego utworzono Państwowe Gospodarstwo Rolne. Na początku lat 90. gospodarstwo przejęła Agencja Własności Rolnej Skarbu Państwa w Koszalinie. Od 1994 r. obiekty gospodarcze nabył prywatny właściciel.
Zespół dworsko-parkowo-folwarczny składa się z trzech części: dworsko-parkowej, gospodarczej oraz kolonii mieszkalnej robotników folwarcznych. Część dworsko-parkowa zlokalizowana jest po stronie zachodniej założenia. Po stronie południowo-wschodniej otacza ją zespół obiektów gospodarczych, od zachodu łąki z niewielkimi grupami drzew, od południa gospodarstwa zagrodowe. Dwór położony był na skraju parku po stronie południowo-wschodniej i kompozycyjnie związany był z sąsiadującymi obiektami gospodarczymi - zamykał przestrzeń podwórza po stronie północno-zachodniej. Posiadał bryłę parterową, w kształcie wydłużonego prostopadłościanu nakrytego dwuspadowym dachem. Po frontowej, południowo-wschodniej stronie elewacja była symetryczna, poprzedzona werandą z tarasem, powyżej znajdowała się wystawka, po lewej stronie obiektu usytuowane było skrzydło oficyny. Ściany posiadały konstrukcję pruskiego muru. Dwór rozebrano w latach siedemdziesiątych ubiegłego stulecia.
Część gospodarstwa zajmuje południową stronę założenia, a kolonia mieszkalna robotników folwarcznych znajduje się po wschodniej jego stronie, przy drodze do Kuleszewa. Z kolonii zachowały się domy mieszkalne, trojak, dwojak. Nie zachowały się natomiast domy mieszkalne dwojaki położone po południowo-zachodniej stronie w sąsiedztwie stelmacharni. Współcześnie zbudowano w tym miejscu bloki mieszkalne.
W latach 1975–1998 miejscowość należała administracyjnie do województwa słupskiego.

## L:inki zewnętrzne
- Wrząca